# Белопоясничная американская ласточка
Белопоясничная американская ласточка (лат. Tachycineta leucorrhoa) — вид воробьиных птиц из семейства ласточковых (Hirundinidae).
Впервые описана под названием Hirundo leucorrhoa французским орнитологом Луи Жан Пьером Вьейо в 1817 году в работе Nouveau Dictionnaire d'Histoire Naturelle. Обитает в Южной Америке: Аргентине, Боливии, Бразилии, Парагвае, Перу и Уругвае. Селится в сухих саваннах, в субтропических и тропических подтопляемых травянистых сообществах, на пастбищах, во вторичных лесах.

## Описание
Белопоясничная американская ласточка достигает длины 13 см и весит 17—21 г. Средний размах крыльев составляет в среднем 115,7 мм. Половой диморфизм не выражен. Над уздечкой проходит белая полоска, которая продолжается над глазом. Уздечка и кроющие перья ушей чёрного цвета с сине-зеленым блеском. Крылья чёрного цвета с белыми кончиками на внутренних второстепенных, третьестепенных и больших кроющих перьях. Белые кончики с возрастом стираются. Хвост чёрный, с неглубокой развилкой. Надхвостье белое с несколькими тонкими прожилками. Лоб, макушка, затылок и верхняя часть тела глянцево-голубого цвета. Вне сезона размножения эти части тела становятся зеленовато-голубыми. Нижняя часть тела и кроющие перья испода крыла белые. Клюв и ноги чёрные, а радужная оболочка коричневая. Молодь можно отличить по тёмной грудке и общей более тусклой и коричневатой окраске оперения.